# Pagny-sur-Meuse
Pour les articles homonymes, voir Pagny.
Pagny-sur-Meuse est une commune française située dans le département de la Meuse, en région Grand Est. Le saint patron est saint Rémi. Ses habitants sont appelés les Pagnotins.

## Géographie

### Localisation
La commune de Pagny-sur-Meuse est située au bord de la Meuse dans le département de la Meuse, à la limite du département de Meurthe-et-Moselle, à 15 km de la sous-préfecture Commercy et à 47 km de la préfecture Bar-le-Duc. Toul est à 16 km et Nancy à 38 km.
La commune se trouve aux portes du parc naturel régional de Lorraine dont la limite passe à mi-chemin entre Pagny-sur-Meuse et Trondes.
Le territoire de la commune est limitrophe de ceux de six communes :
| Troussey          | Trondes (Meurthe-et-Moselle) | Foug (Meurthe-et-Moselle)           |
|                   | Pagny-sur-Meuse              | Lay-Saint-Remy (Meurthe-et-Moselle) |
| Ourches-sur-Meuse | Saint-Germain-sur-Meuse      | Foug (Meurthe-et-Moselle)           |

### Géologie et relief

#### Calcaire et sable
Le sous-sol de la commune recèle une richesse naturelle, la pierre calcaire, qui est exploitée depuis longtemps dans plusieurs carrières. Ce calcaire n'est pas utilisé pour la construction mais pour l'industrie chimique, par l'usine Novacarb de Laneuveville-devant-Nancy pour produire du carbonate de sodium.
Dans le sous-sol se retrouve également du sable de Moselle et des galets siliceux en provenance des Vosges.

#### Vallée de la Meuse
Le village est situé sur une colline en bordure de la vallée de la Meuse. Ce fleuve produit chaque année plusieurs crues qui inondent toute la vallée. Lorsque l'on traverse alors celle-ci sur la route nationale 4, on a l'impression d'une immense étendue d'eau.

#### La capture de la Moselle

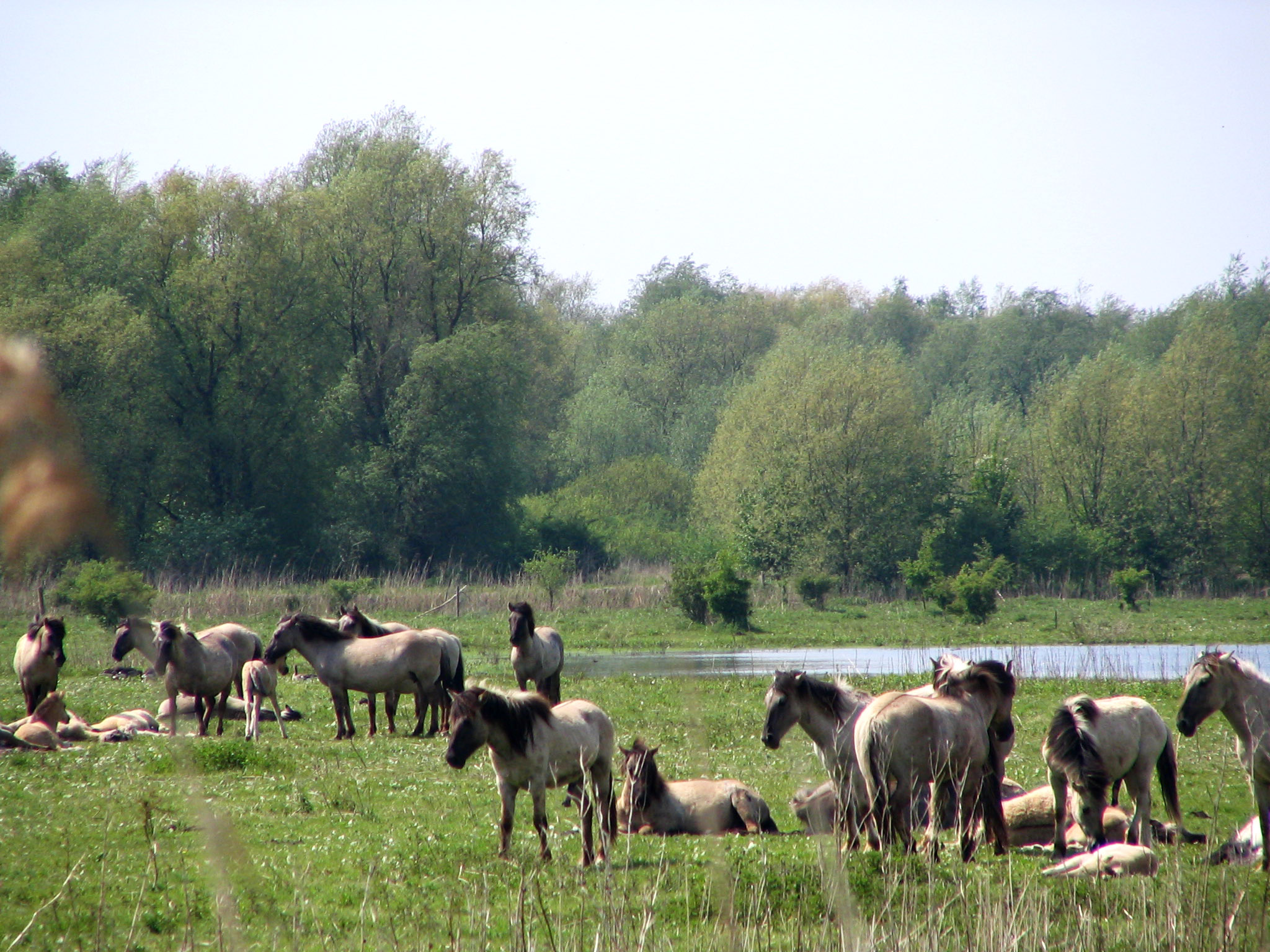
Chevaux konik polski.

Bien que le village soit situé dans la vallée de la Meuse, la présence de ce sable s'explique par le fait que la Moselle se jetait autrefois dans la Meuse à cet endroit, avant de modifier son cours, au début de l'ère quaternaire, pour se diriger vers la Meurthe. Il en subsiste une zone marécageuse dénommée val de l'Asne (située en 48° 42′ N, 5° 45′ E et d’une surface de 38 ha), à l'emplacement de l'ancien lit du cours d'eau, dans laquelle vit aujourd'hui un petit troupeau de chevaux tarpans, des chevaux sauvages amenés de Pologne : les konik polski.

### Voies de transport
Un nœud de communications

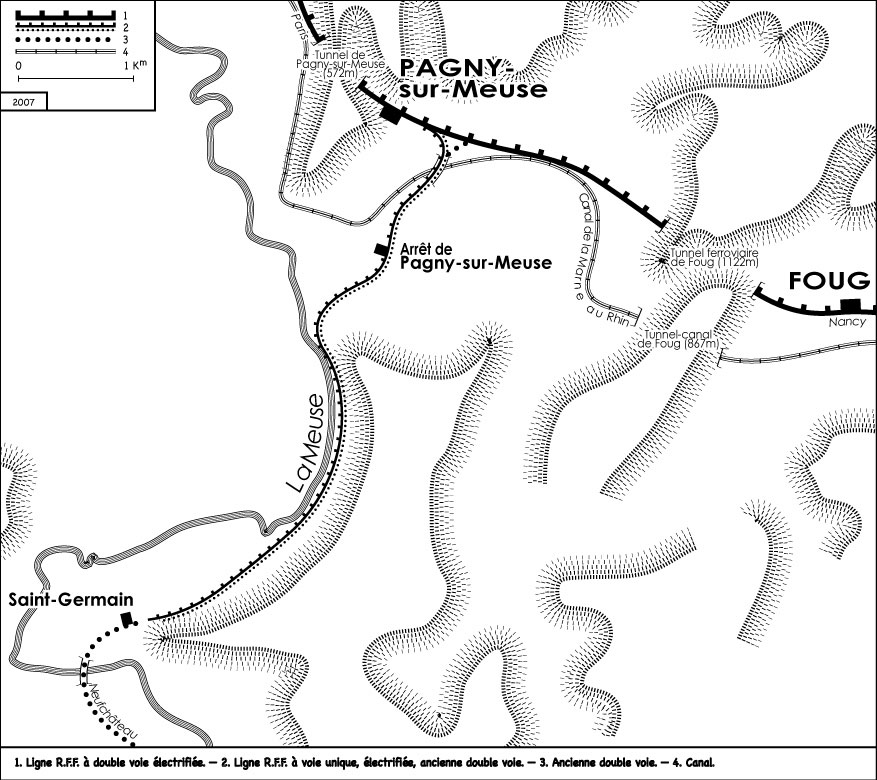
« Par tous les chemins ».

Le village de Pagny-sur-Meuse se trouve situé sur un nœud de communications : routes, canal, chemin de fer, et ceci est exprimé dans sa devise « Par tous les chemins ». Le principal axe de communication est un axe est-ouest qui est la voie de communication traditionnelle entre Paris et Strasbourg, constitué de la route nationale 4, du canal de la Marne au Rhin et de la ligne de chemin de fer Paris-Strasbourg qui y compte une gare autrefois importante. Pagny-sur-Meuse est située à quelques kilomètres au nord de la  voie romaine Reims-Metz qui traversait la Meuse à Saint-Germain-sur-Meuse. Aujourd'hui, cet axe est-ouest traditionnel s'est à nouveau déplacé un peu plus vers le nord du département où passent l'autoroute A4 et maintenant la ligne de TGV-est. On note la présence de plusieurs tunnels de part et d'autre de Pagny-sur-Meuse, tant pour le chemin de fer (tunnel de Foug, 1 120 m et tunnel de Pagny-sur-Meuse, 570 m), que pour le canal (tunnel de Foug, 866 m et tunnel de Mauvages, 4 877 m).
L'axe est-ouest rencontre un autre axe nord-sud matérialisé par la vallée de la Meuse, le long de laquelle se trouve la route départementale 36 et la voie de chemin de fer qui reliait autrefois Neufchâteau. Entre Pagny-sur-Meuse et Sorcy débute une voie navigable : la branche nord du canal de l'Est, qui longe le fleuve Meuse, et se confond avec elle sur certaines portions (Meuse canalisée).
Le village compte deux anciens ponts, l'un sur la Meuse et l'autre sur le canal, qui ont été détruits pendant la Deuxième Guerre mondiale, comme beaucoup d'autres dans la région. Pendant longtemps, il n'y avait que des ponts provisoires. Le pont sur le canal a enfin été reconstruit en dur à la fin du XXe siècle. Le pont sur la Meuse est encore actuellement une sorte de pont provisoire en poutres métalliques. Un nouveau pont sur la Meuse en béton a été construit en 1968. Sur ce pont passe la route de contournement pour la RN 4, qui traversait auparavant le village.
Le village est desservi par la ligne d'autocars Nancy-Commercy-Verdun.
Pagny-sur-Meuse se trouve à proximité immédiate (12 km) de l'autoroute A31 Luxembourg-Beaune.
Cette situation de carrefour en a fait un lieu de passage, y compris pour les bandes de pillards et les armées, et il a été souvent utilisé comme poste militaire.

### Hydrographie
La commune est traversée par la ligne de partage des eaux entre les bassins versants du Rhin et de la Meuse au sein du bassin Rhin-Meuse. Elle est drainée par le canal de la Marne au Rhin, la Meuse, le ruisseau du Moulin et le ruisseau des Hautes Bruyères,.
Le canal de la Marne au Rhin, long de 293 km et 178 écluses à l'origine, relie la Marne (à Vitry-le-François) au Rhin (à Strasbourg). Par le canal latéral de la Marne, il est connecté au réseau navigable de la Seine vers l'Île-de-France et la Normandie. Construit dans la vallée de la Meuse, il est en sevice depuis 1853. Un port de plaisance a été aménagé sur le canal pour le tourisme fluvial, lequel a aujourd'hui remplacé le transport de marchandises par péniches.
La Meuse, d'une longueur de 486 km dans sa partie française, est un fleuve européen qui prend sa source en France, dans la commune du Châtelet-sur-Meuse, à 409 mètres d'altitude, et se jette dans la mer du Nord après un cours long d'approximativement 950 kilomètres traversant la France, la Belgique et les Pays-Bas. Les caractéristiques hydrologiques de la Meuse sont données par la station hydrologique située sur la commune de Troussey. Le débit moyen mensuel est de 21,5 m3/s. Le débit moyen journalier maximum est de 303 m3/s, atteint lors de la crue du 20 janvier 2018. Le débit instantané maximal est quant à lui de 366 m3/s, atteint le même jour.

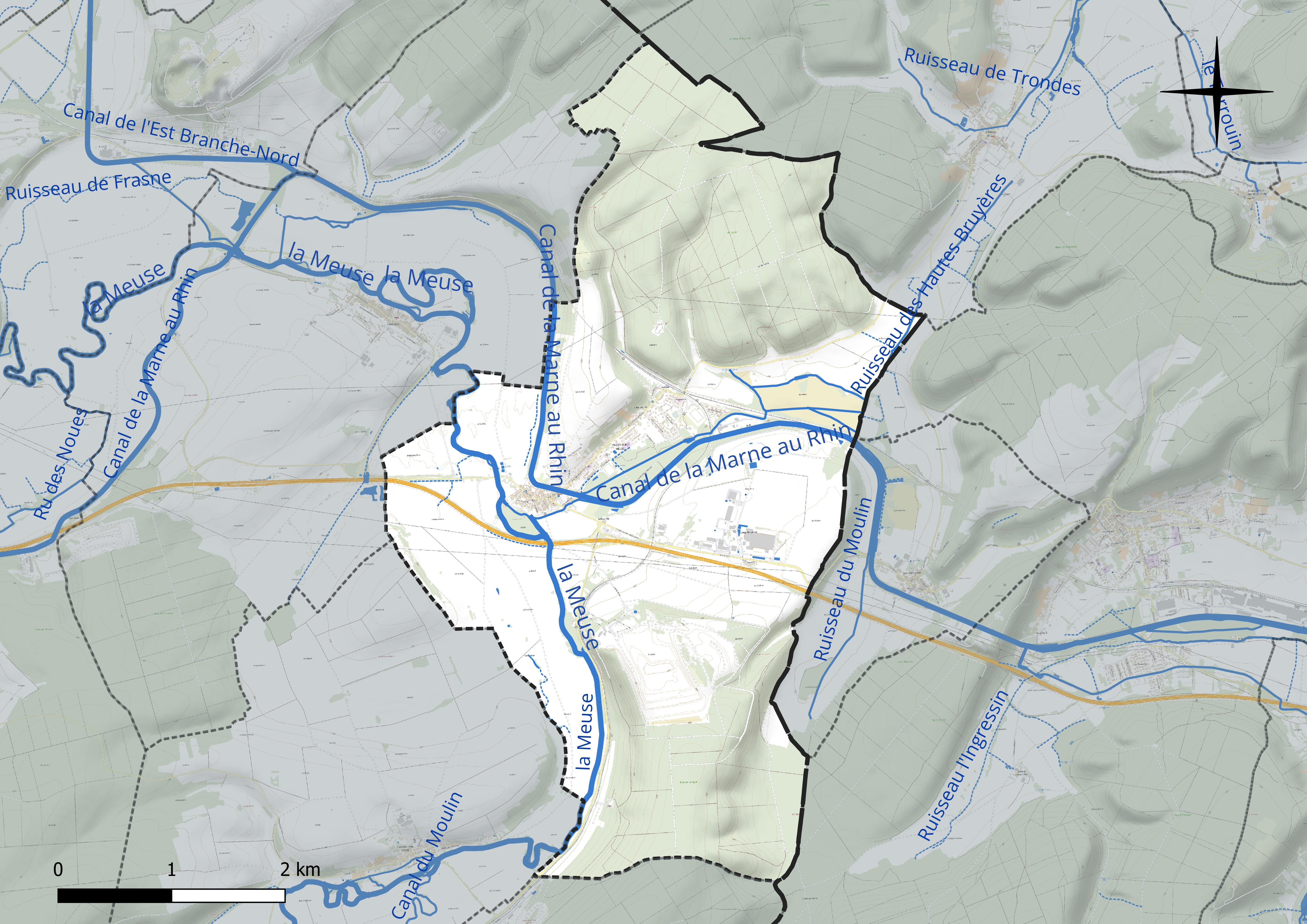
Réseau hydrographique de Pagny-sur-Meuse.

### Climat
Pour des articles plus généraux, voir Climat du Grand Est et Climat de la Meuse.
En 2010, le climat de la commune est de type climat des marges montargnardes, selon une étude du Centre national de la recherche scientifique s'appuyant sur une série de données couvrant la période 1971-2000. En 2020, Météo-France publie une typologie des climats de la France métropolitaine dans laquelle la commune est exposée à un climat océanique altéré et est dans la région climatique  Lorraine, plateau de Langres, Morvan, caractérisée par un hiver rude (1,5 °C), des vents modérés et des brouillards fréquents en automne et hiver.
Pour la période 1971-2000, la température annuelle moyenne est de 9,7 °C, avec une amplitude thermique annuelle de 16,5 °C. Le cumul annuel moyen de précipitations est de 897 mm, avec 12,7 jours de précipitations en janvier et 9,1 jours en juillet. Pour la période 1991-2020, la température moyenne annuelle observée sur la station météorologique de Météo-France la plus proche, « Nancy-Ochey », sur la commune d'Ochey à 20 km à vol d'oiseau, est de 10,5 °C et le cumul annuel moyen de précipitations est de 810,4 mm. 
La température maximale relevée sur cette station est de 39,6 °C, atteinte le 25 juillet 2019 ; la température minimale est de −19,1 °C, atteinte le 12 janvier 1987,,.
Les paramètres climatiques de la commune ont été estimés pour le milieu du siècle (2041-2070) selon différents scénarios d'émission de gaz à effet de serre à partir des nouvelles projections climatiques de référence DRIAS-2020. Ils sont consultables sur un site dédié publié par Météo-France en novembre 2022.

## Urbanisme

### Typologie
Au 1er janvier 2024, Pagny-sur-Meuse est catégorisée bourg rural, selon la nouvelle grille communale de densité à sept niveaux définie par l'Insee en 2022.
Elle est située hors unité urbaine et hors attraction des villes,.

### Occupation des sols
L'occupation des sols de la commune, telle qu'elle ressort de la base de données européenne d’occupation biophysique des sols Corine Land Cover (CLC), est marquée par l'importance des forêts et milieux semi-naturels (42,7 % en 2018), en diminution par rapport à 1990 (46,4 %). La répartition détaillée en 2018 est la suivante : 
forêts (38,8 %), prairies (21,5 %), terres arables (18,4 %), mines, décharges et chantiers (8,2 %), milieux à végétation arbustive et/ou herbacée (3,9 %), zones urbanisées (3,8 %), zones agricoles hétérogènes (2 %), zones industrielles ou commerciales et réseaux de communication (1,7 %), zones humides intérieures (1,7 %). L'évolution de l’occupation des sols de la commune et de ses infrastructures peut être observée sur les différentes représentations cartographiques du territoire : la carte de Cassini (XVIIIe siècle), la carte d'état-major (1820-1866) et les cartes ou photos aériennes de l'IGN pour la période actuelle (1950 à aujourd'hui).

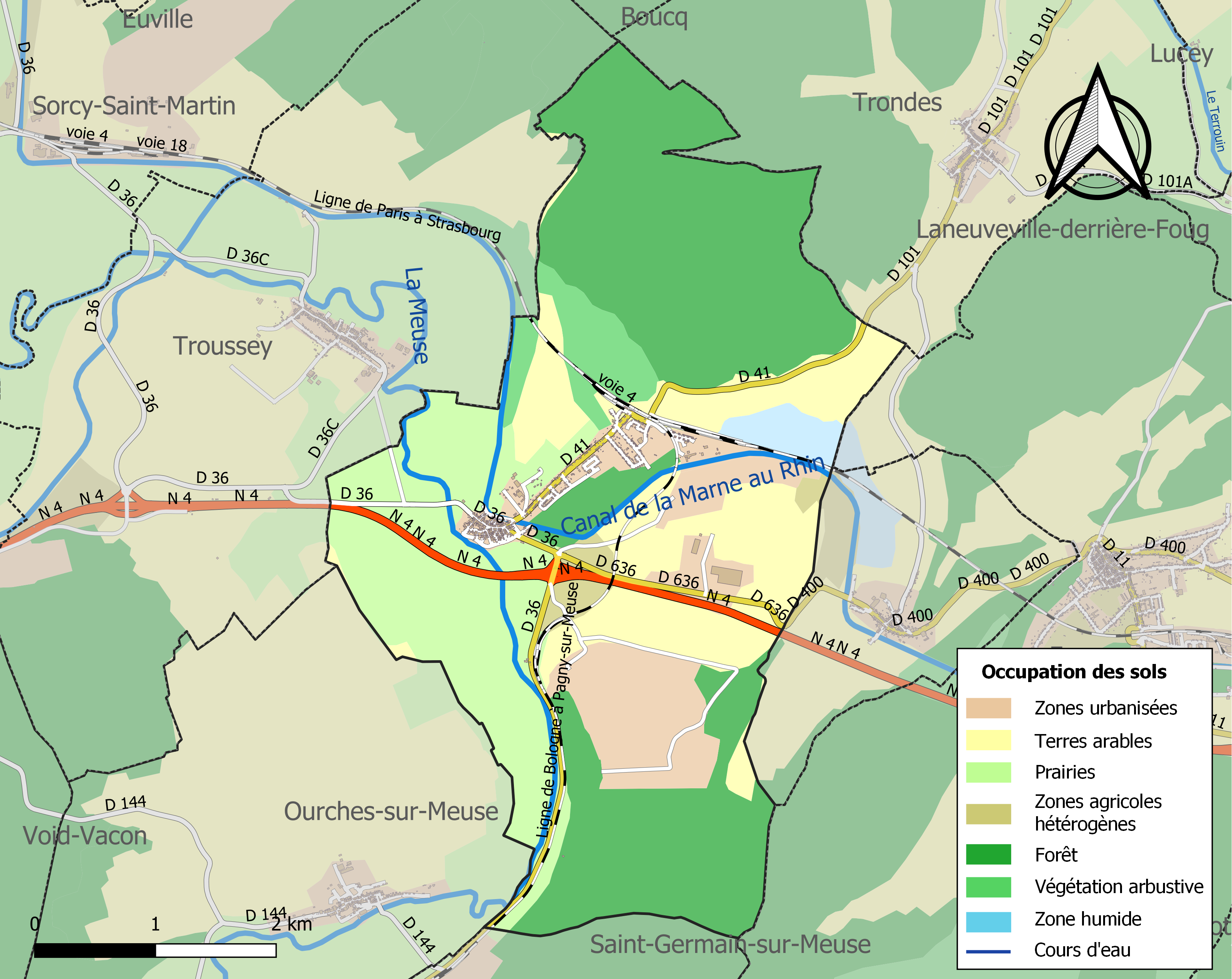
Carte des infrastructures et de l'occupation des sols de la commune en 2018 (CLC).

## Toponymie
Le village s'appelait Paternicum, et figure dans la donation faite par Dagobert Ier, roi d'Austrasie, à Teutfried, 15e évêque de Toul, en l'an 651.
Peut-être du gaulois pater, patr, petr, « quatre ou quartier ».

## Histoire
Le village de Pagny-sur-Meuse est très ancien. On sait qu'il existait déjà au VIIe siècle. Il  figure dans la donation faite par Dagobert Ier, roi d'Austrasie, à Teutfried, 15e évêque de Toul, en l'an 651.
La présence de la Meuse a permis l'établissement de plusieurs moulins à eau, l'un dans le village même, et un autre situé dans un hameau à l'écart dénommé Longor. (Longor était autrefois un village plus important avec une église qui a maintenant disparu, le village ayant été détruit pendant la guerre de Trente Ans. L'église, abandonnée, est tombée en ruines. La statue de la Vierge à l'Enfant dite Notre-Dame de Langueur a été transportée dans l'église de Pagny-sur-Meuse.)  Ils sont symbolisés sur le blason par l’anille (« Fer de moulin ») centrale. Pour maintenir un niveau d'eau suffisant au fonctionnement de ces moulins, on a établi de petits barrages sur le cours d'eau, l'un au niveau de Longor, un autre au niveau de Pagny-sur-Meuse et il en existe encore un entre Pagny-sur-Meuse et Troussey, pour alimenter une petite centrale hydro-électrique.
Avant 1790, Pagny faisait partie du Toulois et était rattaché au diocèse de Toul.

## Politique et administration

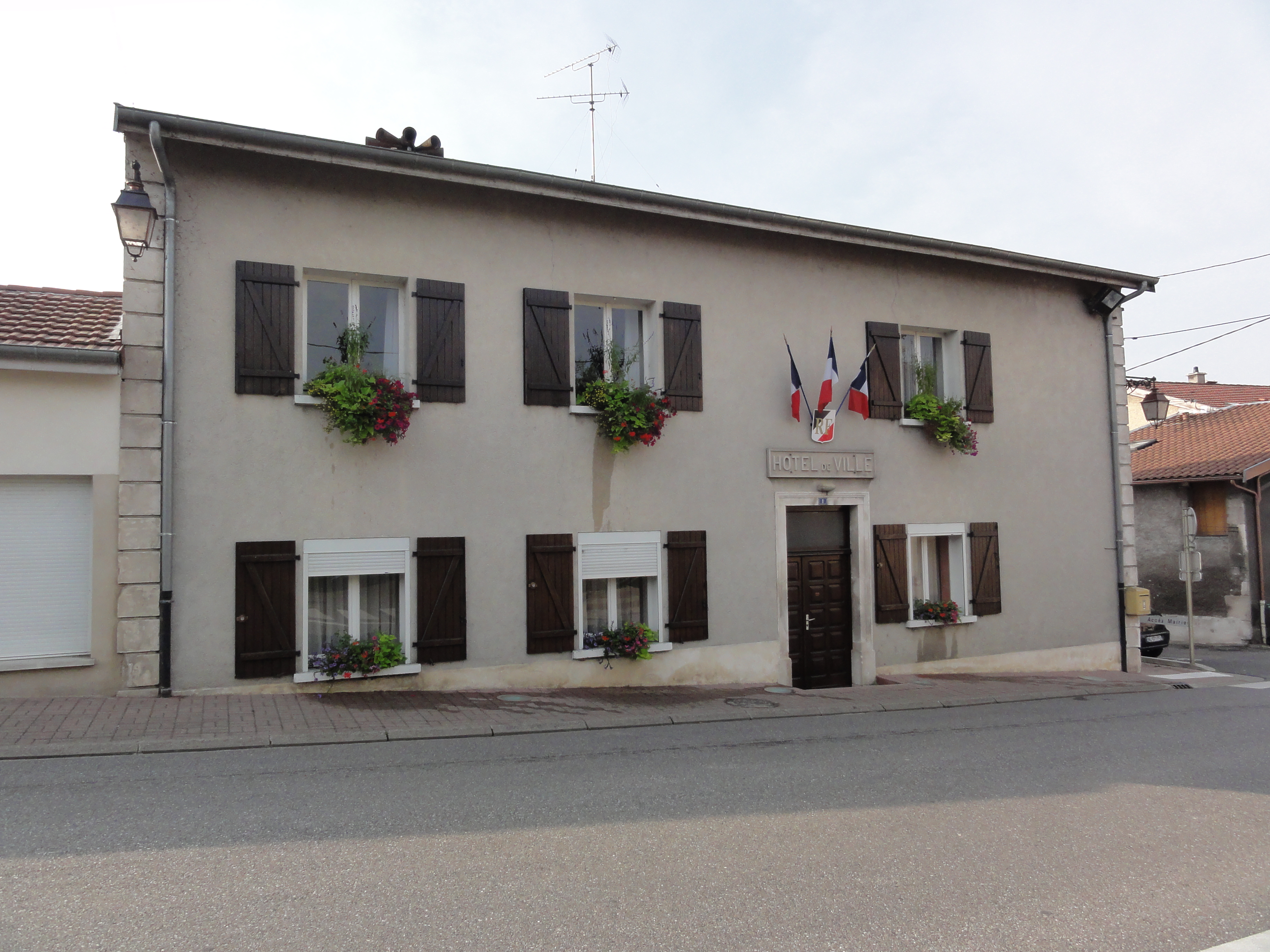
La mairie.

## Population et société

### Démographie

#### Évolution démographique
L'évolution du nombre d'habitants est connue à travers les recensements de la population effectués dans la commune depuis 1793. Pour les communes de moins de 10 000 habitants, une enquête de recensement portant sur toute la population est réalisée tous les cinq ans, les populations de référence des années intermédiaires étant quant à elles estimées par interpolation ou extrapolation. Pour la commune, le premier recensement exhaustif entrant dans le cadre du nouveau dispositif a été réalisé en 2007.

En 2022, la commune comptait 1 026 habitants, en stagnation par rapport à 2016 (Meuse : −4,4 %, France hors Mayotte : +2,11 %).
| 1793 | 1800 | 1806 | 1821 | 1831 | 1836 | 1841 | 1846 | 1851 |
| ---- | ---- | ---- | ---- | ---- | ---- | ---- | ---- | ---- |
| 680  | 706  | 739  | 732  | 805  | 824  | 778  | 804  | 900  |

| 1856 | 1861 | 1866 | 1872 | 1876 | 1881 | 1886 | 1891 | 1896 |
| ---- | ---- | ---- | ---- | ---- | ---- | ---- | ---- | ---- |
| 829  | 787  | 768  | 757  | 778  | 794  | 872  | 812  | 810  |

| 1901 | 1906 | 1911 | 1921  | 1926  | 1931  | 1936  | 1946 | 1954  |
| ---- | ---- | ---- | ----- | ----- | ----- | ----- | ---- | ----- |
| 843  | 860  | 932  | 1 048 | 1 274 | 1 220 | 1 031 | 944  | 1 137 |

| 1962  | 1968  | 1975 | 1982 | 1990 | 1999 | 2006 | 2007 | 2012  |
| ----- | ----- | ---- | ---- | ---- | ---- | ---- | ---- | ----- |
| 1 074 | 1 010 | 862  | 732  | 841  | 901  | 961  | 969  | 1 007 |

| 2017  | 2022  | - | - | - | - | - | - | - |
| ----- | ----- | - | - | - | - | - | - | - |
| 1 023 | 1 026 | - | - | - | - | - | - | - |

## Vie sportive et culturelle
Pagny-sur-Meuse possède plusieurs clubs sportifs (football, basket-ball, karaté, gymnastique...).

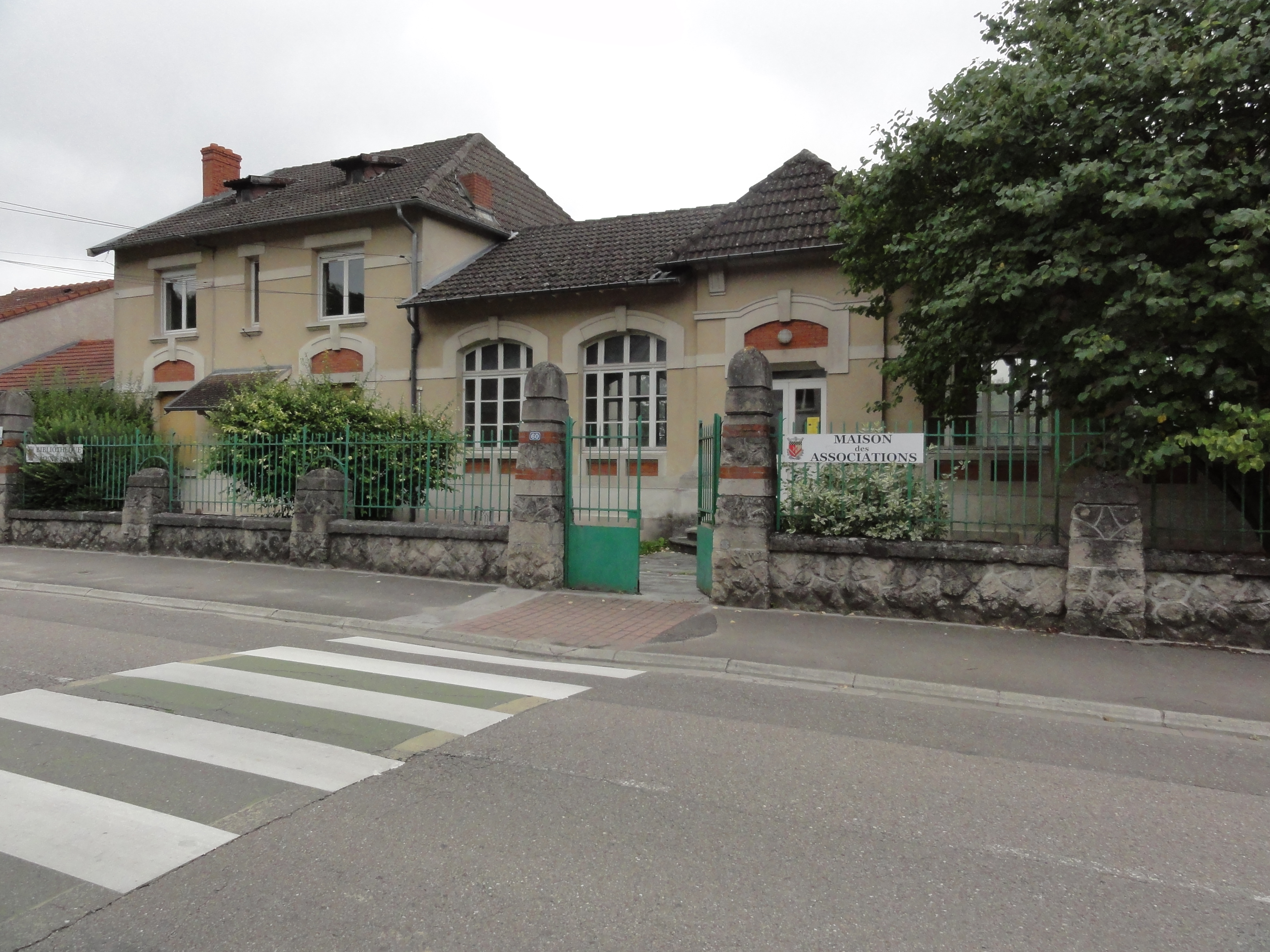
Maison des Associations.
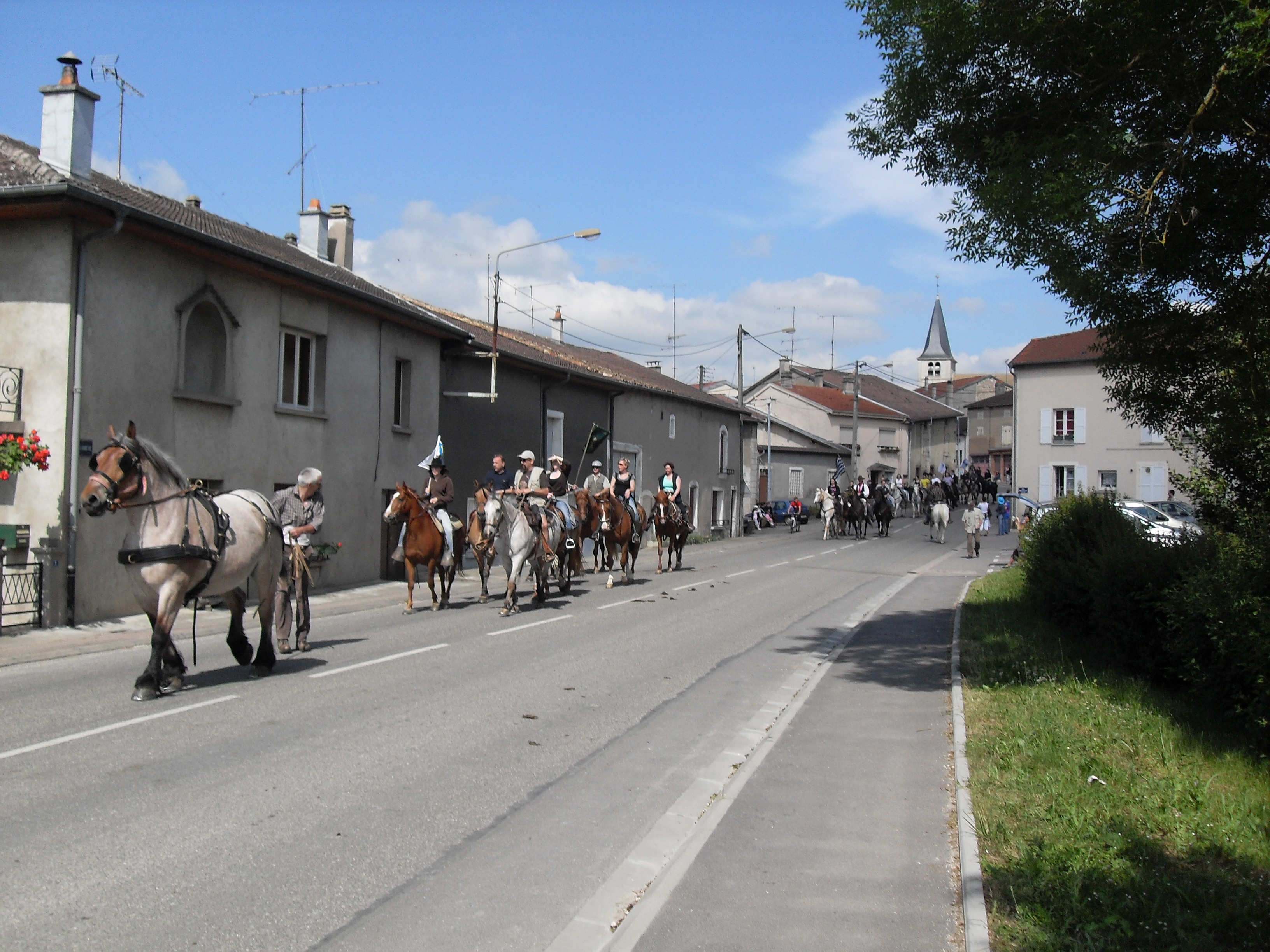
Jour de fête.

## Économie

### Un pôle d'activité économique
La situation privilégiée de carrefour a favorisé le développement économique de Pagny-sur-Meuse, par l'implantation d'industries, dont une cimenterie des Ets Poliet et Chausson, puis Société des Ciments Français, aujourd'hui délocalisée dans le sud de la France, à Fos-sur-Mer, et d'une zone d'activités comprenant une importante base « Intermarché » (Groupement d'achats). Ceci assure au village une relative prospérité, qui est visible dans l'aménagement des rues, des bâtiments communaux et des places et jardins publics, où on note, par exemple, la présence de plusieurs statues modernes[Lesquelles ?] installées au début des années 2000 (« Parc du 3e millénaire »). Le village s'est également doté d'équipements sportifs haut-de-gamme (terrains de tennis, de foot, etc.) que l'on ne trouve pas en général dans les petits villages de cette taille.

## Nature et environnement
Un aspect moins souriant du village de Pagny-sur-Meuse est son immense décharge d'ordures. Celle-ci se trouve dans une ancienne carrière, que l'on est en train de remplir de déchets plus ou moins toxiques. Elle sent très mauvais[non neutre] (émission de méthane et de dioxyde de carbone), et surtout, elle menace de polluer à plus ou moins long terme la nappe phréatique qui se trouve en dessous. En effet, le site France Déchets à Pagny-sur-Meuse est implanté sur les alluvions de la vallée de l’Ingressin et des paramètres microbiologiques testés par la DRIRE sur les prélèvements d’eau souterraine concernant le site se sont avérés positifs. Des nitrates ont également été détectés.
Depuis quelques années, on observe près du village, plusieurs couples de cigognes.

### Patrimoine naturel
- Pagny-sur-Meuse ne possède pas de réserve naturelle.
- Six zones naturelles d'intérêt écologique, faunistique et floristique (ZNIEFF) sont en entier ou partiellement sur le territoire de la commune : la pelouse calcaire du Mont à Troussey, le marais de Lay-saint-Remy et Pagny-sur-Meuse, la vallée de la Meuse, la paleo-vallée de la Moselle à Pagny-sur-Meuse, la carrière de Pagny-sur-Meuse et les côtes du Toulois[29].
- Deux secteurs de ces zones ZNIEFF sont des sites Natura 2000 : le marais de Pagny-sur-Meuse et la vallée de la Meuse (secteur Sorcy Saint-Martin)[30].

## Culture locale et patrimoine

### Lieux et monuments
- L'église Saint-Rémi datant de 1775 de style Renaissance.
- Chapelle Notre-Dame-de-Massey, datant du XIIIe siècle, avec sa cloche datant de 1682, classée à titre d'objet aux monuments historiques[31].
- Croix monumentale érigée en 1804 sur l'avenue du Général-de-Gaulle. Elle fut érigée par Jean-Baptiste Remy, ex-curé de Bouvron.
- Croix monumentale de l'abbé Baurein, érigée en 1836 au milieu du cimetière. Elle marque la sépulture de Mme Anne-Charlotte Biget, veuve Baurein, décédée à Pagny le 23 octobre. Son fils fut enterré à ses côtés quarante ans plus tard[32].
- Un calice datant du XVIIe siècle, remanié au XIXe siècle, classé à titre d'objet aux monuments historiques. Il se trouve au musée d'Art Sacré à Saint-Mihiel[33].
- La statue de la Vierge à l'Enfant dite Notre-Dame de Langueur datant du premier quart du XVIe siècle, qui a été transportée de l'église de Longor dans l'église de Pagny-sur-Meuse, et qui est classée aux monuments historiques à titre d'objet[34].
- Monument aux morts.

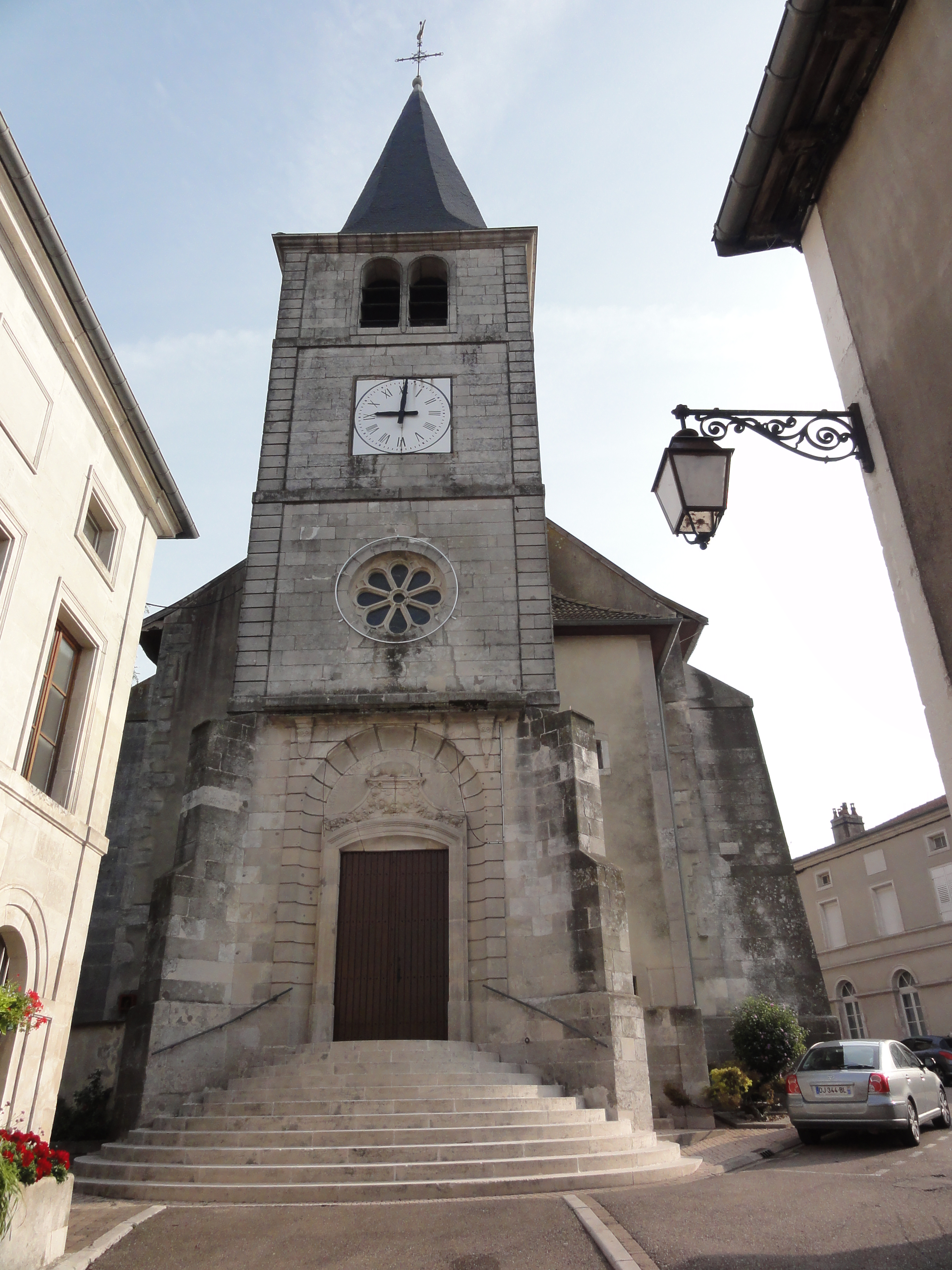
L'église Saint-Rémi.
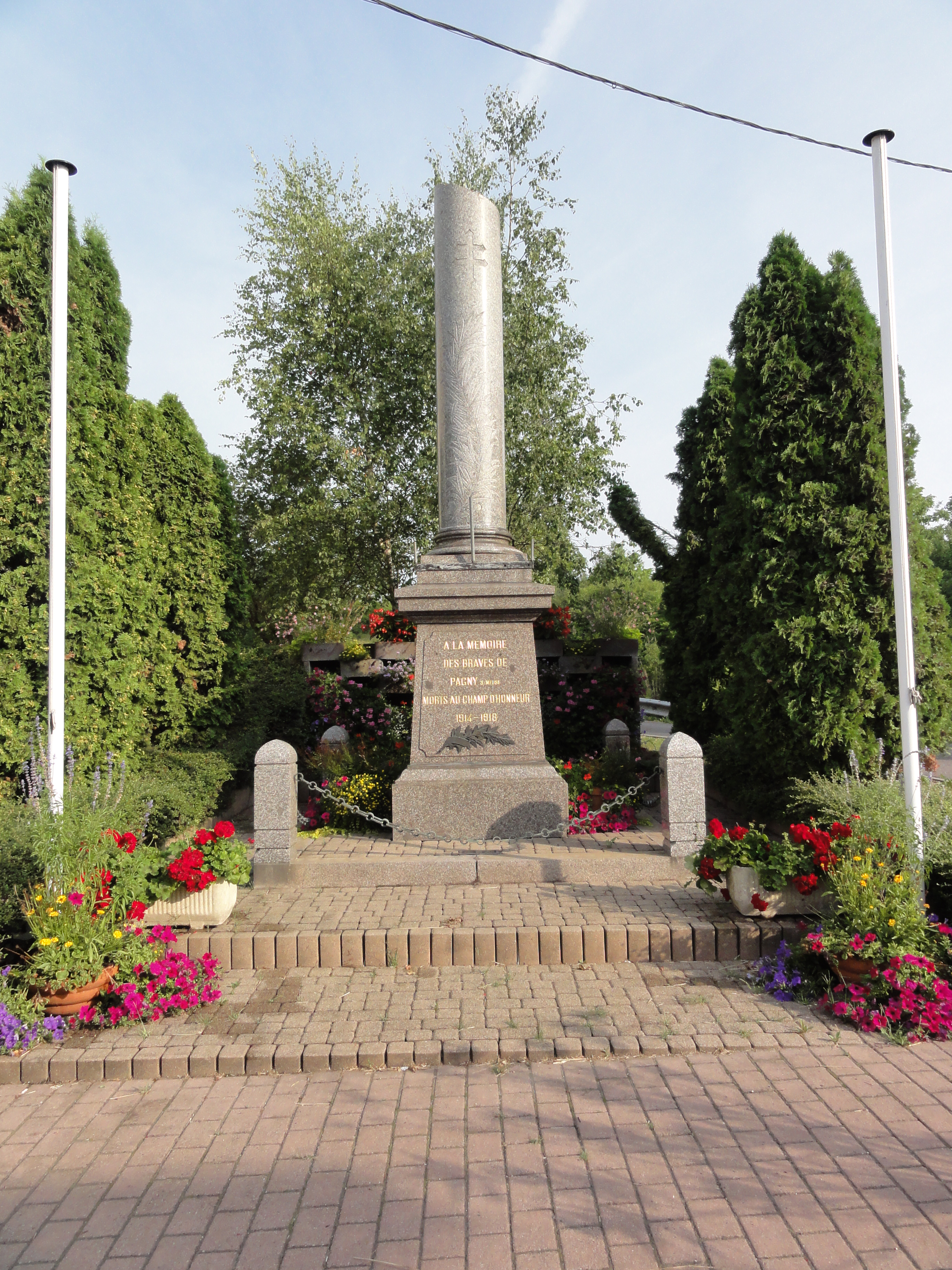
Le monument aux morts.
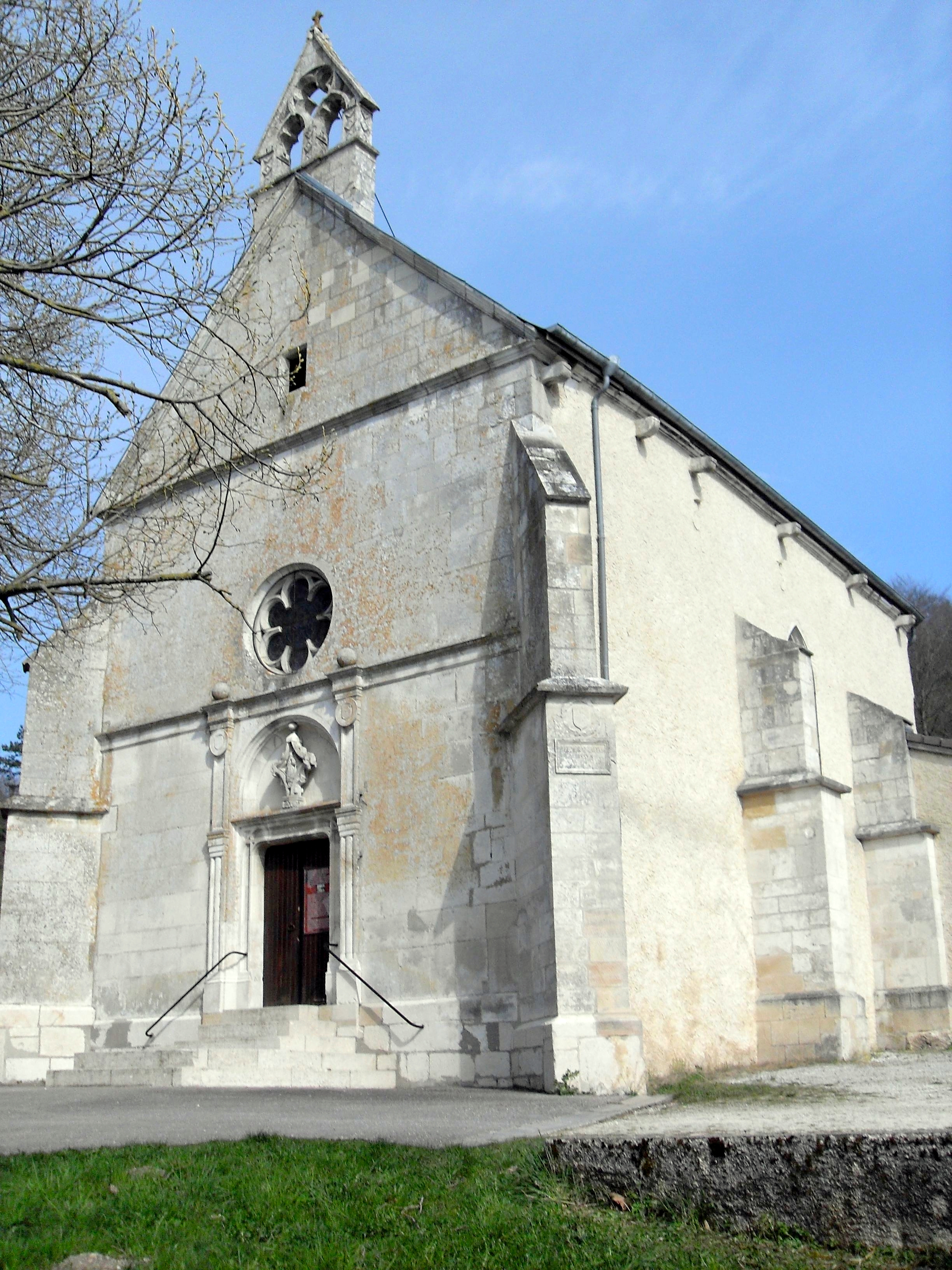
La chapelle Notre-Dame-de-Massey.
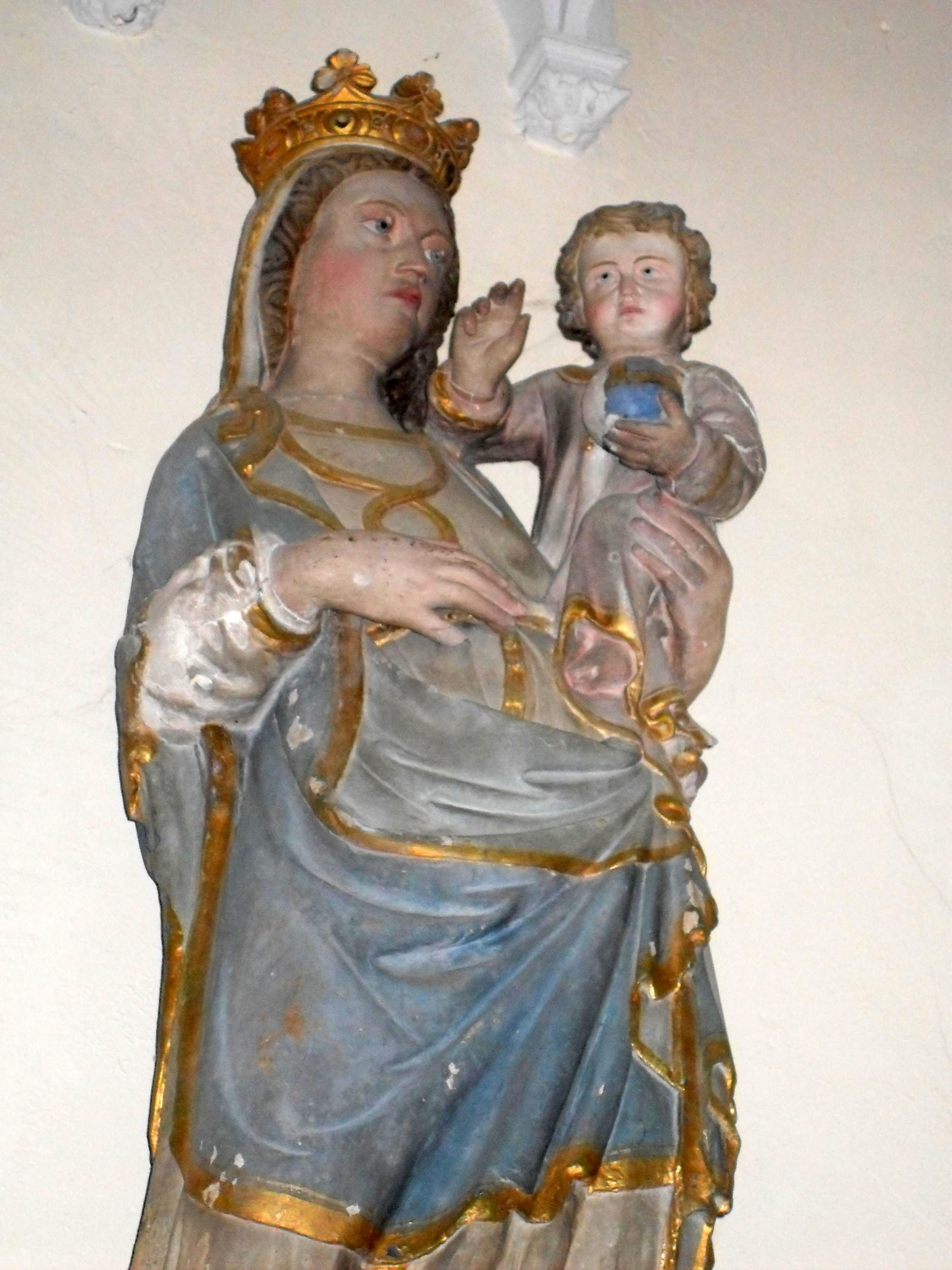
Notre-Dame de Langueur.
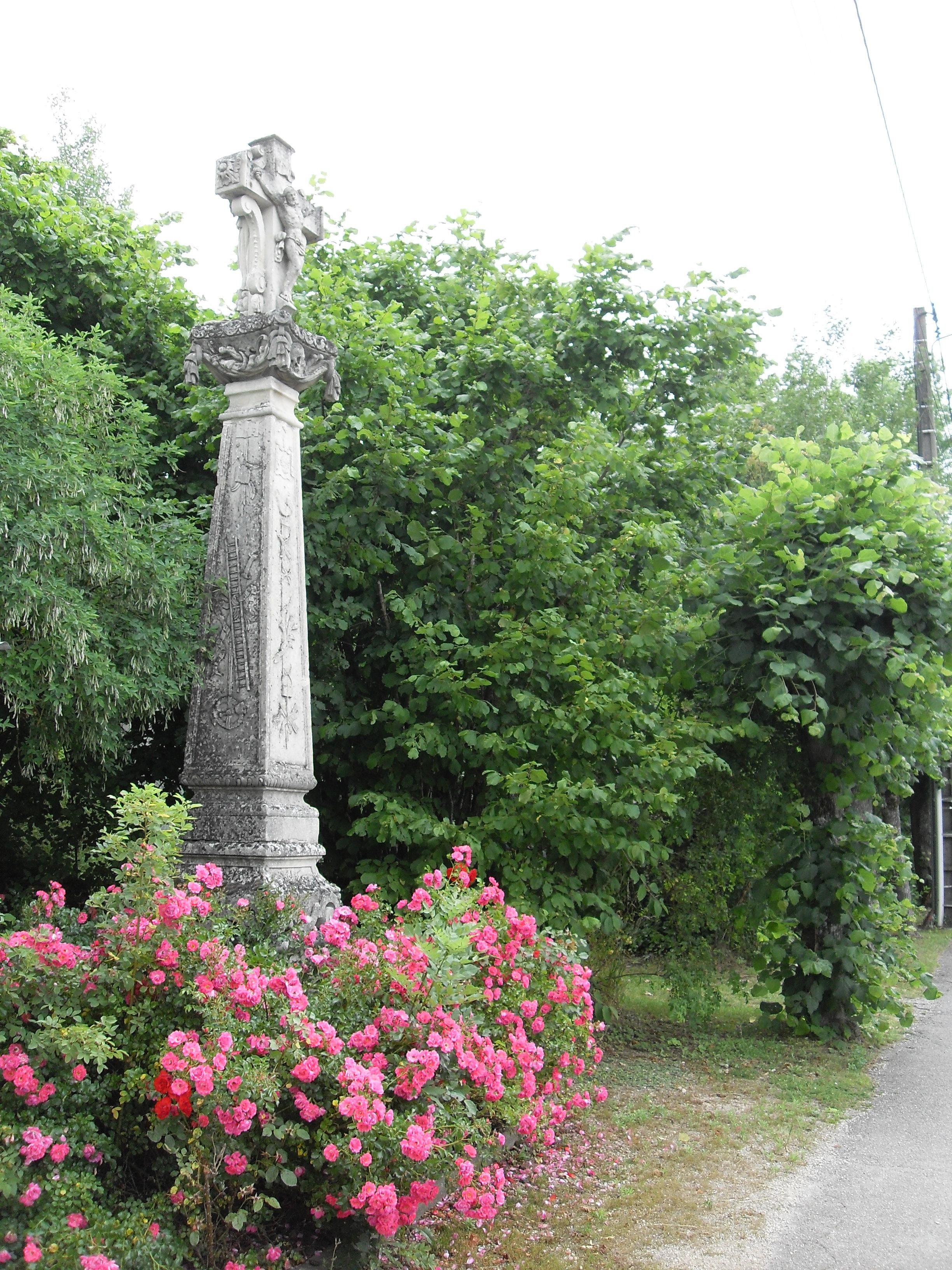
Croix de 1804.
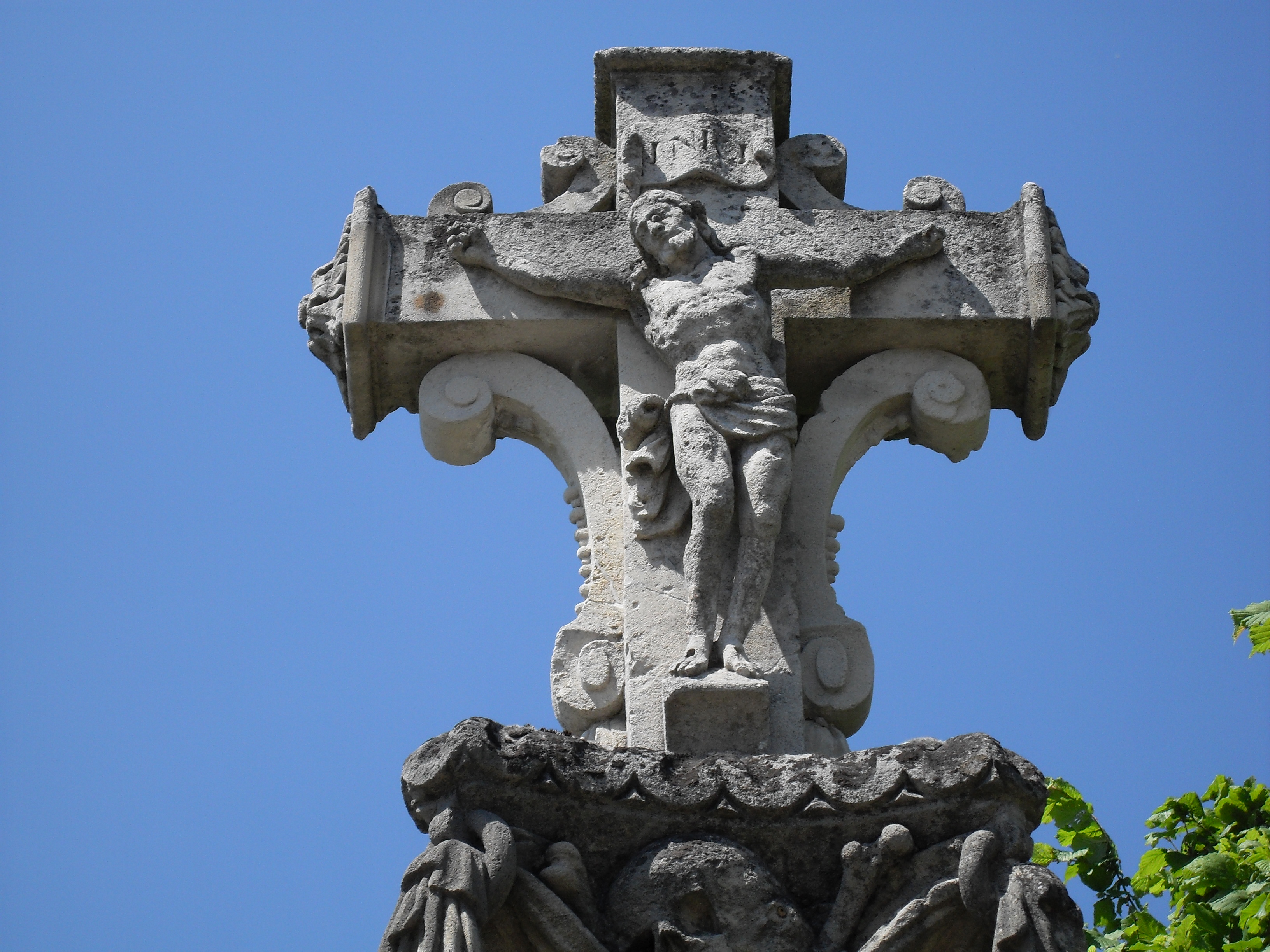
Croix de 1804, détail.
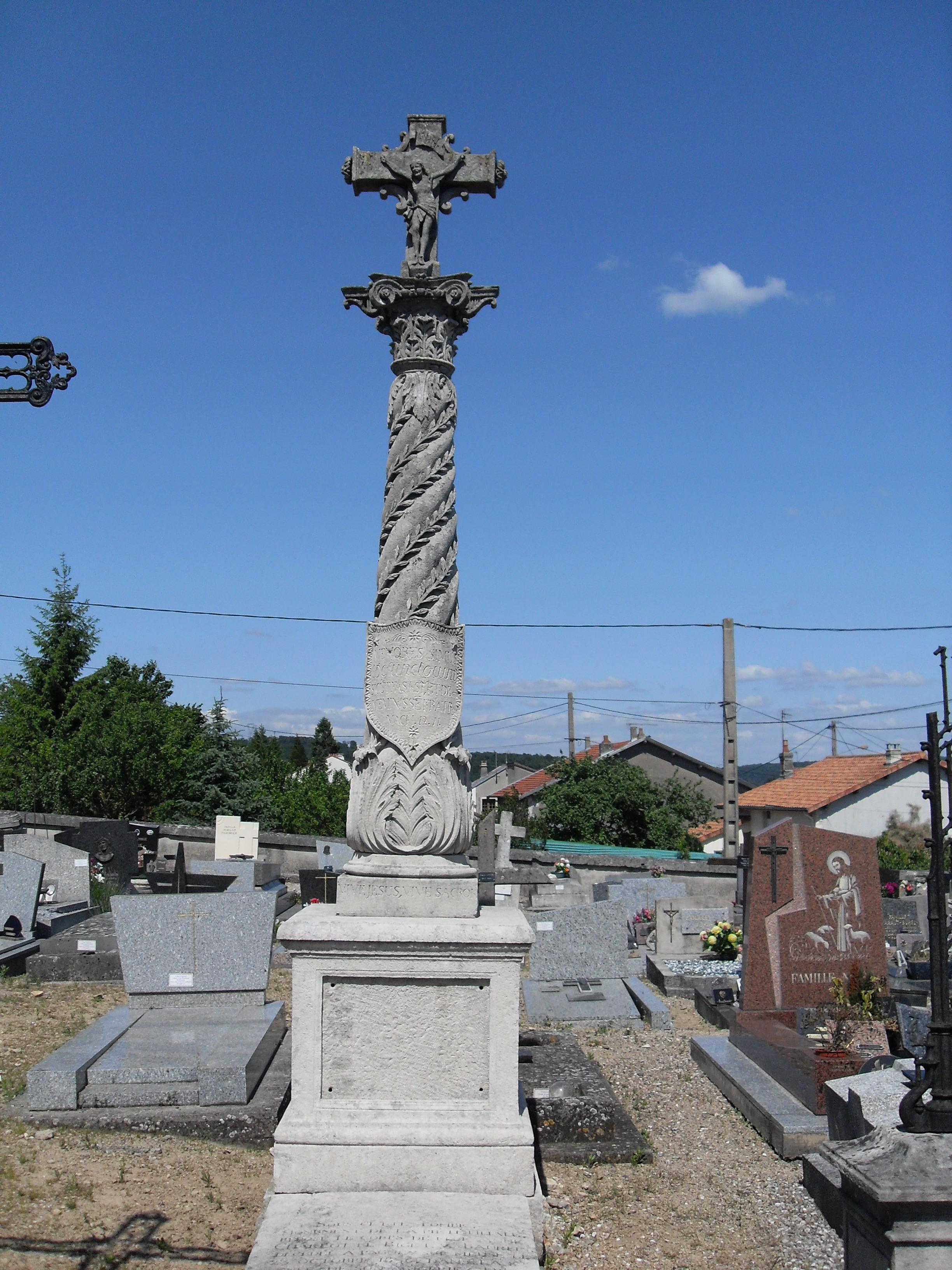
Croix de l'abbé Baurein.
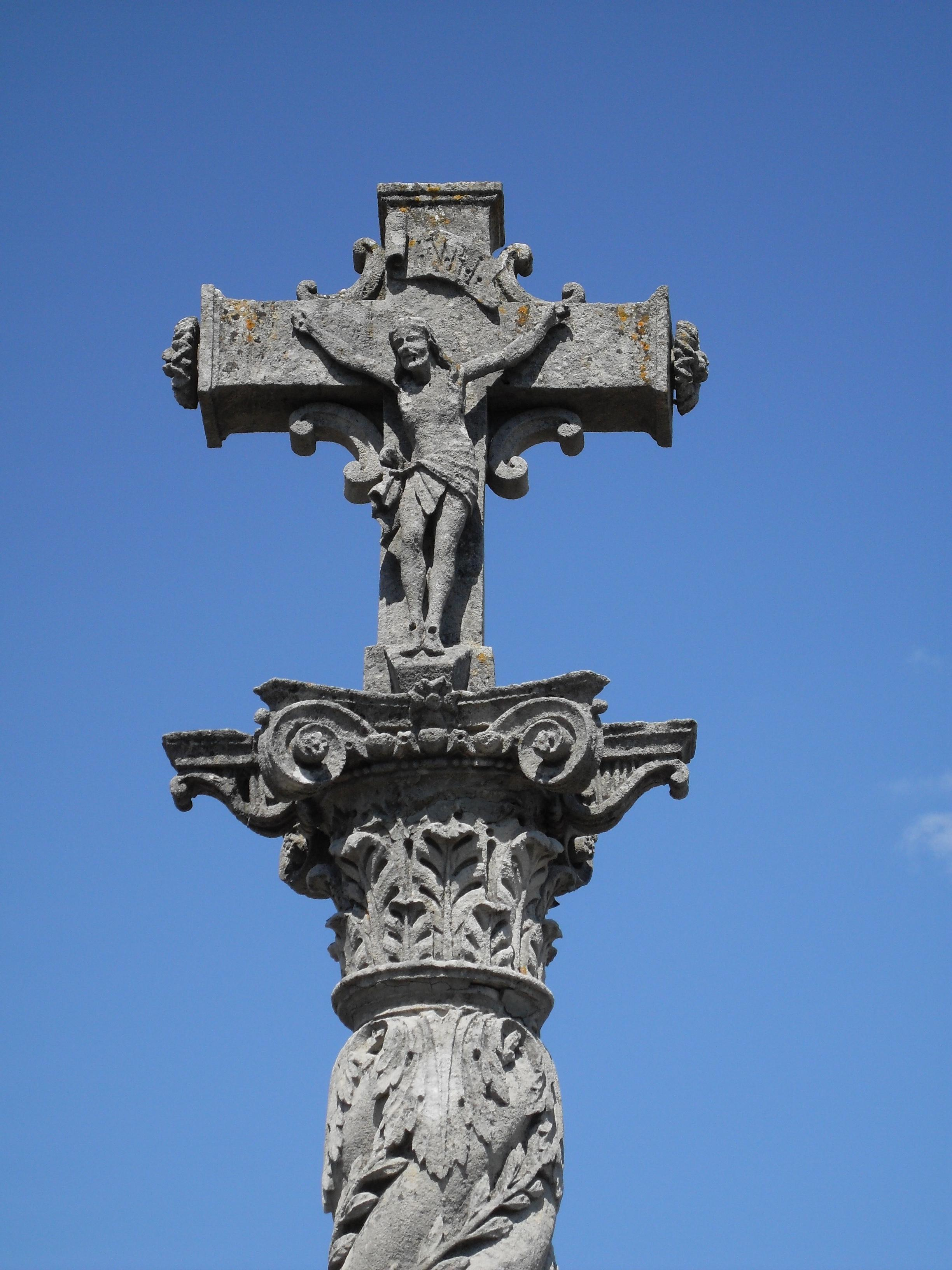
Croix de l'abbé Baurein, détail.

### Personnalités liées à la commune
- Saint-Yves, le jeune, dont le nom de famille est celui d'Étienne Leoffrai, oculiste distingué, est né à Pagny-sur-Meuse en 1693[35].
- M. Bataille (XVIIIe siècle), de Pagny-sur-Meuse, était réputé pour être un des meilleurs pharmaciens de la capitale[36].
- François Jacquinot, né à Pagny-sur-Meuse (Meuse) en 1748 ; mort à Paris, XIIe arrond., le 1er octobre 1823. Procureur au Châtelet (1777), rue des Noyers no 38 ; avoué près les Tribunaux civils (1790) ; juge suppléant au Tribunal du IVe arrond., par décret de la Convention, 14 nivôse an III (3 janvier 1795)[37].

### Héraldique
| Blason de Pagny-sur-Meuse | Blason  | Parti de gueules et d'or, à l'anille soutenue par un chevron renversé, de l'un en l'autre; au chef échiqueté d'or et de sable de trois tires. DevisePar tous les chemins. |
| Blason de Pagny-sur-Meuse | Détails | - Créé en 1988, le blason représente les richesses naturelles, la convergence des voies de communication et fait allusion à trois aspects historiques de Pagny-sur-Meuse. - La devise évoque également les différents axes de communications présents sur le blason. Elle sous-entend de même le chemin à parcourir dans le développement de la commune. |

- Les richesses naturelles :

La Meuse est représentée dans la bande d'or à senestre. La partie or à dextre rappelle la nature calcaire du sol par l'exploitation des carrières, et symbolise la couleur du blé qui définit le caractère agricole du village. Le support est matérialisé par des orchidées du marais qui représentent la richesse naturelle écologique.
- Les voies de communication :

La bande d'or à senestre qui caractérise ci-dessus la Meuse, représente de même le canal de la Marne au Rhin qui coupe le village. La bande de gueules à dextre représente la route nationale 4, atout déterminant qui affecte l'activité économique de la commune, et favorise son attraction de nouveaux habitants par la proximité de celle-ci. Le damier de sable d’or évoque par ses alternances la voie ferrée (ligne Paris – Strasbourg).
- Les aspects historiques :

L’anille centrale montre l’importance de la Meuse et des moulins qui l’ont longtemps jalonnée. La partie de gueules à senestre évoque l'ancien attachement du village à l'évêché de Toul. La couronne à trois tours rappelle les cheminées de la cimenterie longtemps implantée dans la commune.